# Shilese Jones
Shilese Jones (Seattle, 26 de julio de 2002) es una deportista estadounidense que compite en gimnasia artística. Ganó seis medallas en el Campeonato Mundial de Gimnasia Artística, en los años 2022 y 2023.

## Palmarés internacional
| Campeonato Mundial | Campeonato Mundial      | Campeonato Mundial | Campeonato Mundial   |
| Año                | Lugar                   | Medalla            | Prueba               |
| ------------------ | ----------------------- | ------------------ | -------------------- |
| 2022               | Liverpool (Reino Unido) | Medalla de oro     | Concurso por equipos |
| 2022               | Liverpool (Reino Unido) | Medalla de plata   | Concurso individual  |
| 2022               | Liverpool (Reino Unido) | Medalla de plata   | Barras asimétricas   |
| 2023               | Amberes (Bélgica)       | Medalla de oro     | Concurso por equipos |
| 2023               | Amberes (Bélgica)       | Medalla de bronce  | Barras asimétricas   |
| 2023               | Amberes (Bélgica)       | Medalla de bronce  | Concurso individual  |